# Placówka Straży Granicznej I linii „Omule”
Placówka Straży Granicznej I linii „Omule” – jednostka organizacyjna Straży Granicznej pełniąca służbę ochronną na granicy polsko-niemieckiej w okresie międzywojennym.

## Geneza
Na wniosek Ministerstwa Skarbu, uchwałą z 10 marca 1920 roku, powołano do życia Straż Celną. Od połowy 1921 roku jednostki Straży Celnej rozpoczęły przejmowanie odcinków granicy od pododdziałów Batalionów Celnych. Proces tworzenia Straży Celnej trwał do końca 1922 roku. Placówka Straży Celnej „Omule” weszła w podporządkowanie komisariatu Straży Celnej „Rybno” z Inspektoratu SC „Działdowo”.

## Formowanie i zmiany organizacyjne
Rozporządzeniem Prezydenta Rzeczypospolitej Polskiej Ignacego Mościckiego z 22 marca 1928 roku, do ochrony północnej, zachodniej i południowej granicy państwa, a w szczególności do ich ochrony celnej, powoływano z dniem 2 kwietnia 1928 roku  Straż Graniczną.
Rozkaz nr 9 z 18 października 1929 roku w sprawie reorganizacji Mazowieckiego Inspektoratu Okręgowego komendant Straży Granicznej płk. Jan Jur-Gorzechowski powołał komisariat Straży Granicznej „Rybno”  a w nim placówkę Straży Granicznej I linii „Omule”. Jednak komunikat dyslokacyjny SG na dzień 1 lutego 1930 nie wymienia placówki „Omule”. W jej miejscu znajduje się placówka Straży Granicznej I linii „Czerlin”.

## Służba graniczna
Sąsiednie placówki:
- placówka Straży Granicznej I linii „Rumienica” ⇔ placówka Straży Granicznej I linii „Wiśniewo” − 1929